# Alto International School
Alto International School in Menlo Park, südlich von San Francisco, bietet Klassen vom Kindergarten bis zur Hochschulreife an. Das Curriculum ist mehrsprachig angelegt und beinhaltet von Kindergarten bis zur 5. Klasse deutsche Klassen und danach ein kombiniertes deutsch-englisches Angebot.
Seit 2007 ist die Schule eine International Baccalaureate (IB) World School und bietet das IB Primary Years Programme (PYP) bis zur 5. Klasse und das IB Middle Years Programme (MYP) für die Klassen 6 bis 12. Seit Februar 2018 ist die Schule anerkannt für das IB Diploma Programme (DP), das in den Klassen 11 und 12 angeboten wird. Das IB Diploma ist nach Beschluss der Kultusministerkonferenz als hochschulqualifizierender Abschluss in Deutschland anerkannt.
Die Schule wurde ursprünglich 1988 als erste Deutsch-Amerikanische Schule an der US-amerikanischen Westküste gegründet und änderte ihren Namen im September 2016 von German-American International School (GAIS) zu Alto International School. 2017 haben Schüler der Schule die meisten kalifornischen Goldmedaillen der American Association of Teachers of German erhalten und platzieren auf dem fünften Platz in den gesamten USA. Stand September 2016 werden 250 Schüler unterrichtet.